# الورم الليفي العدواني
الورم الليفي العدواني هو حالة نادرة تتميز بوجود الأورام رباطية. تنشأ الأورام الرباطية من خلايا تسمى الخلايا الليفية و التي توجد في جميع أنحاء الجسم وتقوم بتوفير الدعم الهيكلي، وحماية الأعضاء الحيوية، كما تلعب دورًا حاسمًا في التئام الجروح. و تميل هذه الأورام لأصابة النساء في الثلاثينيات من العمر، لكنها قد تصيب أي شخص في أي عمر. أما أن تكون هذه الأورام سريعة النمو بشكل نسبي أو خبيثة. و بالرغم من ذلك، فإن الورم الليفي العدواني يعد عدوانيًا محليًا وقد يسبب مشاكل تهدد الحياة وحتى الموت حين يضغط على الأعضاء الحيوية في الجسم مثل الأمعاء والكليتين و الرئتين والأوعية الدموية أو الأعصاب. معظم الحالات منفردة، ولكن بعضها مرتبط بداء السلائل الغدي العائلي (FAP). حوالي 10 ٪ من الأشخاص المصابينبمتلازمة غاردنر، و هي نوع من الـFAP بميزات خارج المجموعة، يكون لديهم أورام رباطية. 
أما من الناحية النسيجية، فهي تشبه ساركومة ليفية منخفضة الدرجة،  لكنها تكون عدوانية للغاية وتميل للظهور مجددًا حتى بعد الاستئصال الكامل. هناك احتمالية لظهورها مجددًا في موضع جراحة سابقة. في أحد الدراسات، كان لدى ثلثي المرضى الذين يعانون من الأورام الرباطية تاريخ من جراحة بطن سابقة.

## التشخيص

### التصنيف

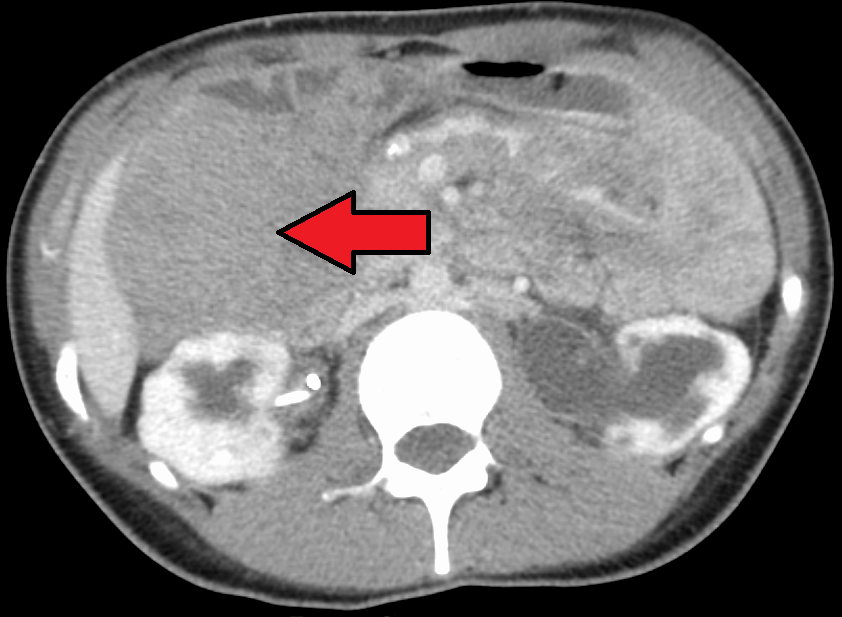
ورم رباطي

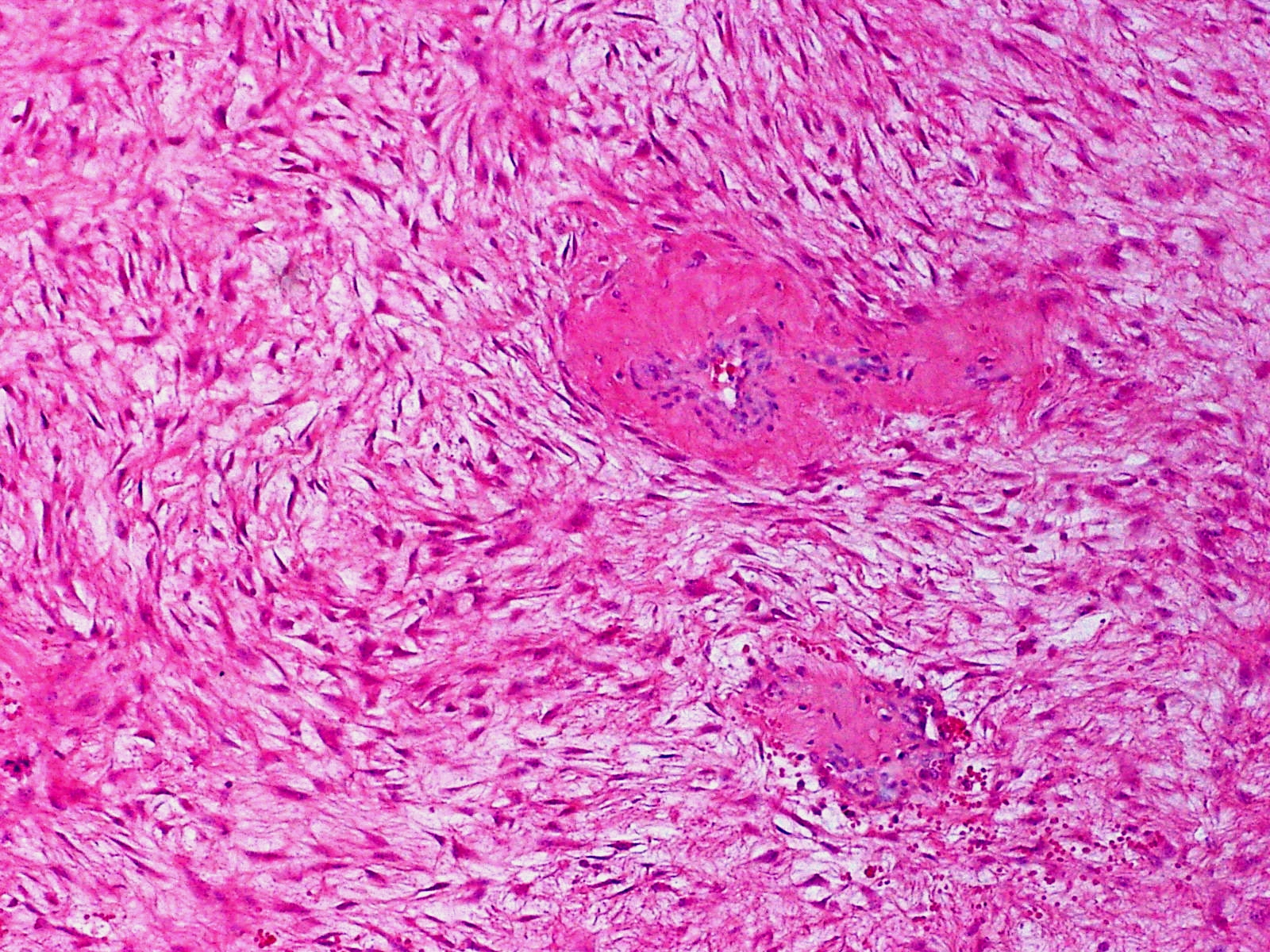
داء الليف الدموي ، صبغة H & E. تتسرب الخلايا الليفية البدينة إلى الأنسجة المجاورة في الكتيبات. حالات ميتوز قد تكون نادرة.

يمكن تصنيف الأورام الدهمية لأورام خارج البطن، جدار البطن ،داخل البطن (الأخير هو الأكثر عند مرضى FAP). و يعتقد أن الآفات قد تتطور من ناحية مستويات هرمون الاستروجين أوالإصابة / العمليات .  

طفرة APC 3 هي عامل الخطر الأكبر لتطور ورم رباطي داخل البطن بين مرضى FAP.  فمرضى FAP الذين يظهر لديهم ورم رباطي في جدار البطن قبل الجراحة هم أكثر عرضه لخطر الأصابة بورم رباطي داخل البطن بعد الجراحة. 
الأورام الرباطية في الثدي نادرة. على الرغم من أنها حميدة، إلا أنها قد تحاكي سرطان الثدي في الفحص البدني والتصوير الإشعاعي وتصوير الثدي بالموجات الفوق صوتية، كما يمكن أن يكون غازيًا محليًا. و على الرغم من أنها منفردة، يمكن رؤيتها أيضًا كجزء من متلازمة غاردنر. من الضروري وجود مؤشر اشتباه مرتفع وبروتكول فحص ثلاثي شامل للكشف عن الآفات النادرة مثل الورم الرباطي الذي يمكن أن يتخفى على هيئة سرطان الثدي. قد يشكل الورم الرباطي في الثدي صعوبة عند التشخيص خاصة عندما تكون دراسات التصوير غير قاطعة وتقترح تشخيصًا غير مبشر. 

## العلاج
قد يتكون العلاج من الانتظار اليقظ و الإزالة الجراحية الكاملة و العلاج الاشعاعي ومضادات الإستروجينات (مثل تاموكسيفين)، مضادات الالتهاب غير الستيروئيدية، العلاج الكيميائي، أو اجتثاث الموجات.
يجب تقييم المرضى الذين يعانون من الأورام الرباطية بواسطة فريق متعدد التخصصات من الجراحين وعلماء الأورام والأوبئة و علماء الأورام الإشعاعية وأخصائيو علم الوراثة. لا يوجد علاج للأورام الرباطية، لكن إذا أمكن، يتم تشجيع المرضى على الأنخراط في التجارب السريرية. 
يشار للخزعة دائمًا كآلية قطعية لتحديد طبيعة الورم. أن معالجة هذه الآفات أمر معقد، والمشكلة الرئيسية تتمثل في المعدلات العالية للتكرار في الأمراض المرتبطة بـ FAP. و على العكس من ذلك، فبالنسبة لوجود ورم ليفي داخل البطن دون دليل على وجود FAP فعلى الرغم من أن الجراحة المكثفة قد لاتزال مطلوبة للأعراض الموضعية إلا أن خطر الظهور مرة آخرى أقل.  الاستئصال الجراحي الواسع مع هوامش واضحة هو الاسلوب الأكثر استخدامًا مع العلاج الإشعاعي لى نطاق واسع مع العلاج الإشعاعي أو العلاج الكيميائي أو العلاج الهرموني الذي يستخدم للتقليل من خطر تكرار الإصابة. 
دراسات تجريبية حالية يتم إجرائها مع جليفيك (ايماتينب) و تيكسافار (سورانيب) لبحث علاج للأورام الرباطية، وتظهر هذه الأبحاث نتائج مبشرة.